# 阪急ターミナルビル
阪急ターミナルビル（はんきゅうターミナルビル）は、大阪府大阪市北区芝田（梅田地区）に所在する阪急大阪梅田駅の駅ビル。1972年3月14日に国鉄線（現在のJR線）の北側に移転したのに合わせて新たに作られた複合ビルである。
地下1F-地上17Fまであり、5・6Fは阪急17番街、7F-16Fまではオフィスフロア、17Fはレストランが入る。夏季（5月上旬-9月中旬）は屋上で「阪急トップビアガーデン」（阪急阪神ホテルズの大阪新阪急ホテル（2024年まで）→ホテル阪急インターナショナル（2025年から）が運営）が開設される。
「阪急17番街」が入居する。名前の由来は、それまでの新阪急八番街（新阪急ビル）と阪急三番街は所在地の番地であったのに対して、阪急17番街は阪急ターミナルビルが17階建てであることに由来する。
オフィスには、阪急阪神不動産本社、阪急阪神ビルマネジメント本社等が入居している。
しかし施設の老朽化などで阪急阪神HDは当施設や大阪新阪急ホテル、阪急三番街などの再開発芝田1丁目計画で再整備することにしている。